# 드보라 그랄
드보라 그랄(Deborah Grall, 1984년 ~ )은 프랑스의 배우이다.